# Heckler & Koch UMP
De HK UMP (Universal Maschinen-Pistole) is ontwikkeld rond 1997 door Heckler & Koch (HK). Het verscheen op de markt in 1999. Het idee achter de UMP was om een lichtgewicht en krachtige pistoolmitrailleur te maken, die goedkoper was dan de MP5. De UMP is voornamelijk bedoeld voor de Amerikaanse ordediensten. Het wapen verscheen eerst in de kalibers .45 ACP en .40SW en later in 9x19mm Parabellum. Ondanks de verbeteringen en lagere kosten ten opzichte van de MP5, verving het de MP5 niet, die uiteindelijk de UMP overtrof in het aantal verkopen.

## Verdere informatie

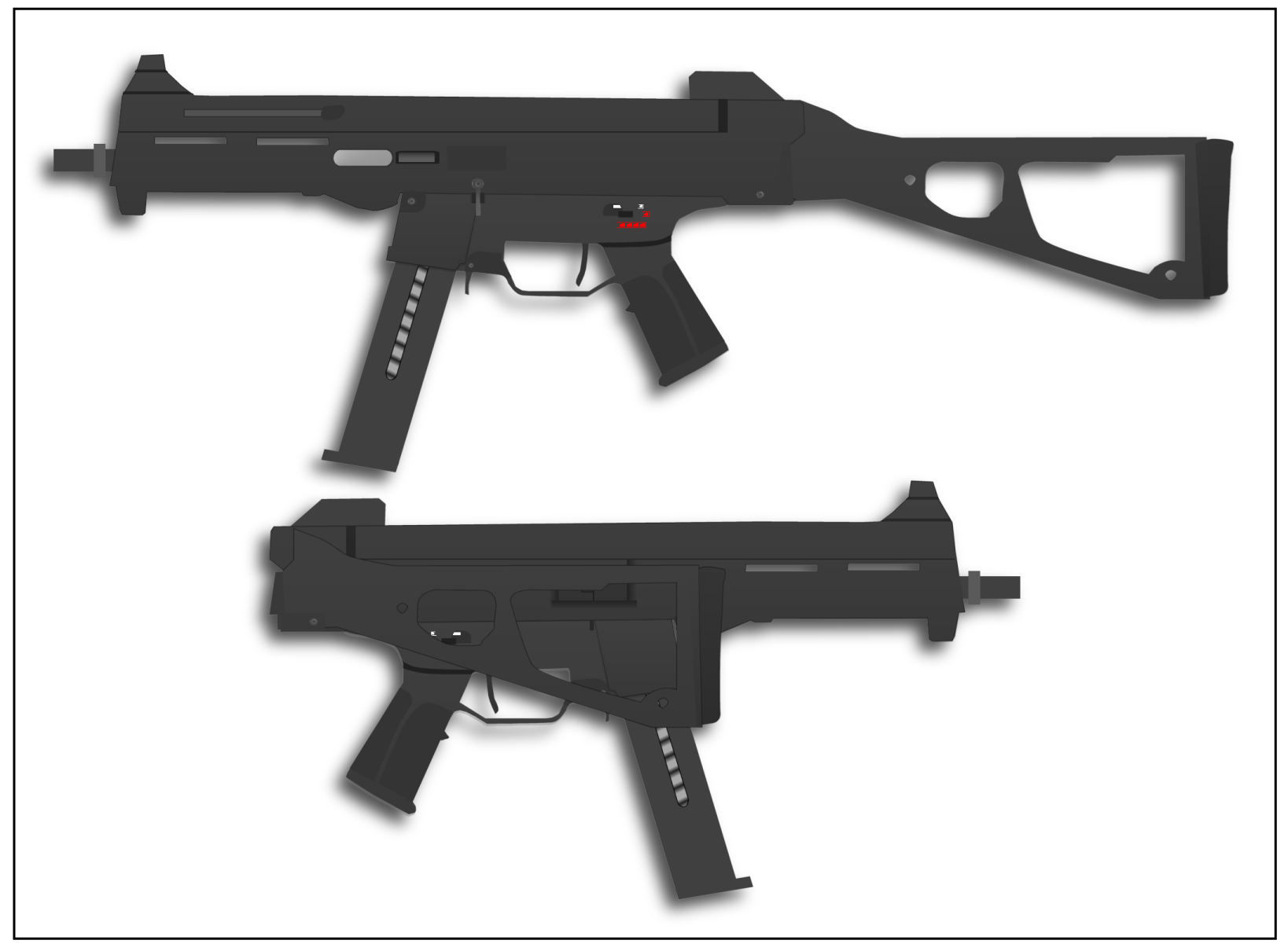
De HK45 met uitgeklapte en ingeklapte kolf

Het wapen kan afgevuurd worden in vol automatische stand, semiautomatische stand en in de zogenaamde 'burst' modus (2 of 3 patronen).
Op het wapen kunnen vier 'picatinny rails' (MIL-STD-1913) bevestigd worden, drie onder/links/rechts van de loop en een boven op het wapen. Het wapen is het kleine broertje van de HK G36 en de laatste poging van Heckler & Koch om een betaalbaar en tegelijkertijd betrouwbaar wapen in de markt te zetten. Het voordeel van het wapen is dat het licht is. Door het gebruik van veel polymeer weegt dit wapen slechts 2,35 kg. Er zijn 3 soorten UMP's: de HK UMP9, HK UMP40 en de HK UMP45 (alle drie vernoemd naar het kaliber).

## Gebruikers
- Australië
- België Belgische politie
- Georgië
- Jordanië
- Letland
- Maleisië
- Mexico
- Roemenië
- Servië
- Slowakije
- Thailand
- Verenigde Staten